# Château de Machy
Le château de Machy est situé sur la commune de Chasselay, en France dans le département du Rhône, sur un terrain vallonné. Situé à 15 km de Lyon, dans les Mont d'Or, il est aujourd'hui identifié comme Maison-Théâtre de Machy, lieu de création, de formation et de production de la Compagnie de théâtre La Première Seconde.

## Description
Le château est constitué de différents bâtiments sans unité. Le corps de logis en façade sur la plaine, comporte une tourelle avec un escalier, comme c'était l'usage au XVIIe siècle, les anciennes croisées ayant fait place à des baies. Une aile en retour d'équerre a été ajoutée au siècle suivant. En contient un grand salon avec plafond à la française et dessus de portes peints.
La chapelle, qui fait l'angle, est bordée à l'ouest d'un perron à balustrade ajouté par Antoine Morand de Jouffrey qui fit également construire une autre aile à l'est et des communs au sud.
Un pigeonnier est dressé en contrebas du château.

## Historique
Au Moyen Âge, le fief de Machy est un grand domaine agricole. En 1556, J. Senneton lègue à son épouse un ensemble de maisons dénommé le « castelet », qui serait situé sur l'emplacement du château actuel. La construction du château tel qu'actuellement débute au XVIIe siècle.
Le château est acquis en 1778 par Jean-Antoine Morand (1727-1794) pour son fils Antoine Morand de Jouffrey, alors âgé de 18 ans. Sa famille conserve le bien jusqu'au troisième quart du XXe siècle, époque à laquelle le comte Pierre Morand de Jouffrey s'en sépare et en 1978, l'Office culturel de Cluny acquiert le domaine.
Depuis 1996, le château accueille la compagnie de théâtre professionnelle La Première Seconde , qui l'investit et le restaure petit à petit. Elle le transforme en un espace de vie et de création capable d'accueillir ses propres spectacles, d'autres troupes professionnelles ou amateurs en résidence, des formations artistiques pour enfants et adultes, amateurs ou professionnels.
Le château est également le siège de l'association culturelle "Maison-Théâtre de Machy", également animée par les membres de la Compagnie La Première Seconde.

La Maison-Théâtre organise ainsi les Soirées d'été, les apéro-spectacles "A la Bonne Heure" l'hiver, des événements culturels nationaux comme les Journées du patrimoine ou encore les Rendez-vous aux jardins.

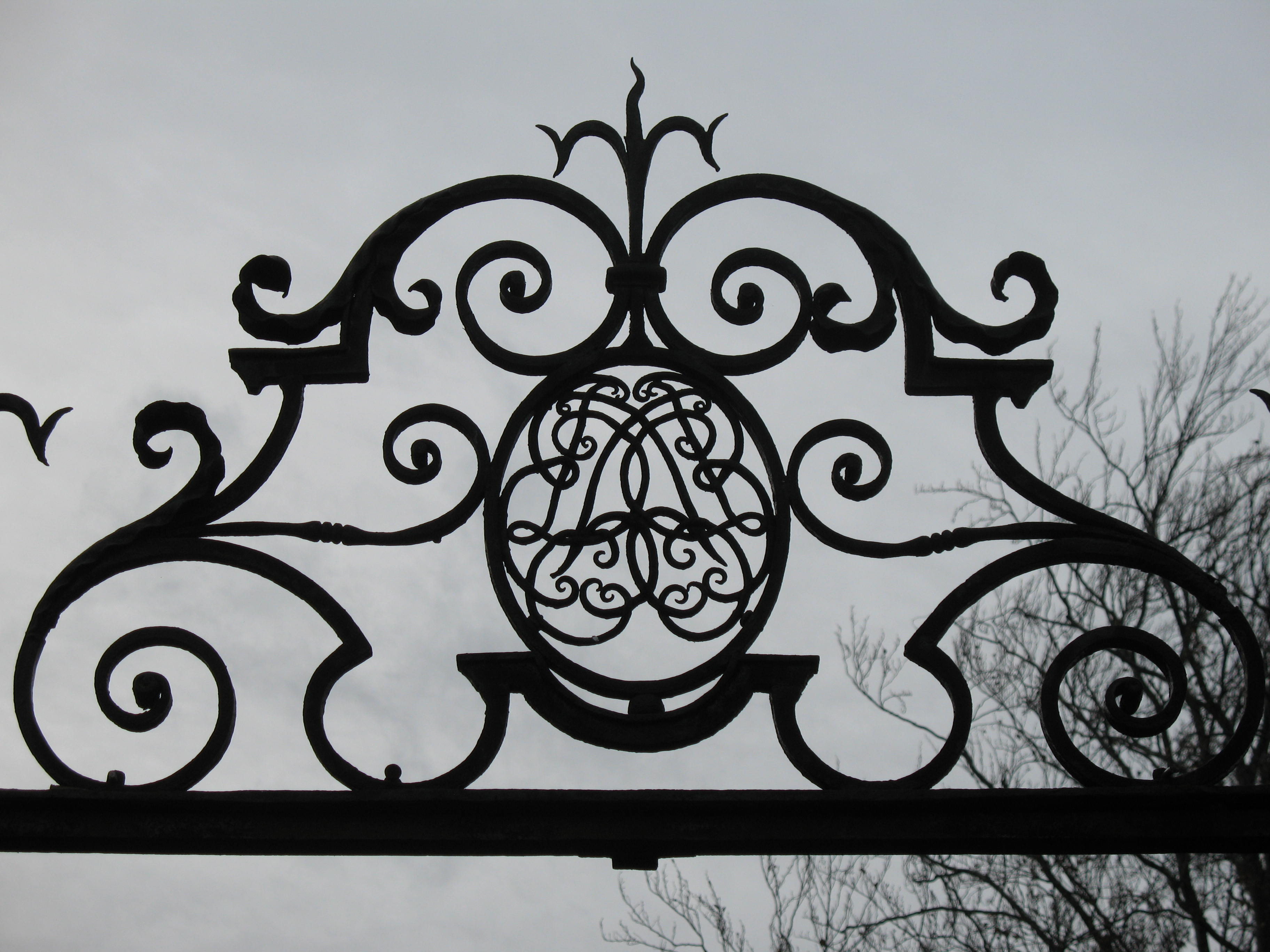
Dessus de portail du château de Machy.